# Höll (Gemeinde Aspangberg-St. Peter)
Höll ist eine Rotte und eine Katastralgemeinde der Gemeinde Aspangberg-St. Peter in Niederösterreich. Die Rotte, die als Ortschaft klassifiziert ist, hat 738 Einwohner (Stand 1. Jänner 2024).

## Geografie
Die aus den Streusiedlungen Hinterleiten, Hottmannsgraben, Steinhöfen und Vögelhöfen bestehende Siedlung befindet sich westlich von Aspang-Markt.

## Geschichte
Laut Adressbuch von Österreich waren im Jahr 1938 in Höll zwei Gastwirte, ein Schmied, zwei Schuster und einige Landwirte ansässig.